# Kupola Bliznecy
Die Kupola Bliznecy (englische Transkription von russisch Купола Близнецы Kupola Blisnezy, deutsch ‚Zwillingskuppel‘) ist eine Eiskuppel an der Prinzessin-Martha-Küste des ostantarktischen Königin-Maud-Lands. Sie ragt nordwestlich der Proshchaniya Bay auf.
Russische Wissenschaftler benannten sie. Der weitere Benennungshintergrund ist nicht hinterlegt.